# Свято-Симеоновское подворье
Свято-Симеоновское подворье — одно из двух подворий Александро-Невского Ново-Тихвинского женского монастыря. Расположено в селе Меркушино (Свердловская область). Включает в себя три действующих храма: Свято-Симеоновский, Михаило-Архангельский и во имя священномученика Константина Меркушинского. Крупный центр паломничества.

## Предыстория

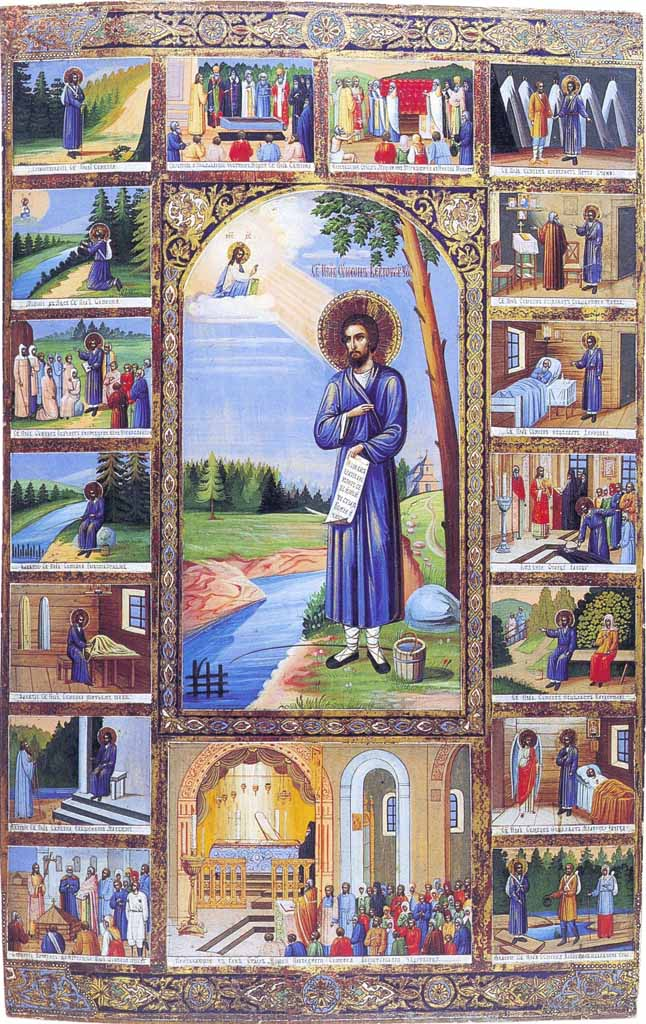
Образ праведного Симеона Верхотурского

В 1620 году Меркуша Федотов у впадения в Туру безымянной речки позднее получившей название Меркушинка основал село Меркушинское (ныне Меркушино). Село получило известность благодаря праведному Симеон Верхотурский. Он вел в Меркушинском жизнь праведника, ловил рыбу и занимался портняжным ремеслом. В Меркушинском Симеон Верхотурский был похоронен. В 1692 году гроб с нетленными останками Симеона Верхотурского вышел из земли, а в 1704 году его мощи были перенесены в Верхотурский Свято-Николаевский монастырь.
В начале XX века Меркушинское было богатым селом — центром прихода храма Архистратига Михаила, в который входили ещё 40 деревень. В Меркушинском были судостроительная верфь, фельдшерский пункт, пожарная команда и земское училище с библиотекой. Численность прихожан на начало 1902 года составляла почти 4 тысячи человек: 1919 мужчин и 2015 женщин. В 1917 году причт Михайло-Архангельского прихода Меркушинского состоял из 8 человек: трех священников (Стефан Кельсиевич Старцев, Алексий Стефанович Хлынов и Константин Стефанович Богоявленский), двух диаконов и трех псаломщиков (Александр Гашев и Григорий Старцев). В селе было два каменных храма, соединённых галереей в один архитектурный ансамбль — Михаило-Архангельский и Свято-Симеоновский. Меркушинское являлось крупным уральским центром паломничества.
В советский период начались преследования церкви и верующих. 14 (27) июля 1918 года советские карательные органы расстреляли на сельском кладбище Меркушинского молодого священника Константина Богоявленского, церковного старосту и двух крестьян, заставив их вырыть себе могилу. Приход в Меркушино оставался в лоне Русской православной церкви и не перешёл ни в поддерживаемый советскими властями обновленческий раскол, ни в григорианский раскол. Местные жители сопротивлялись попыткам закрытия храмов. Расстрелян был также другой местный священник — Сергий Увицкий.

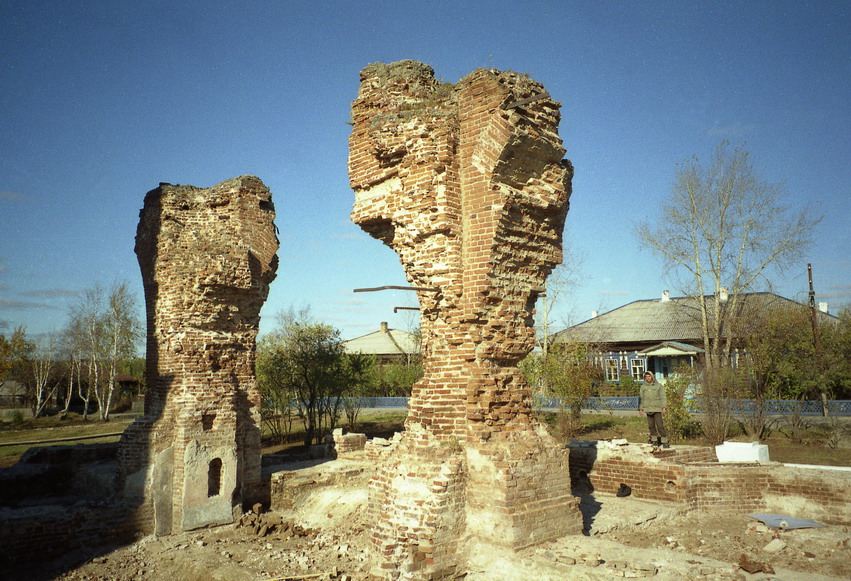
Михайло-Архангельский храм, взорванный в советский период (вид 2001 года)

В 1930-е годы все храмы Меркушино были закрыты и приход прекратил существование. В 1935 году закрыли Свято-Симеоновский храм, сделав из него сначала зернохранилище, после — спортивный зал, затем вовсе забросили. Вторая церковь — храм Архистратига Михаила — в 1930-е годы была взорвана и стояла в руинах. В 1945 году разобрали кирпичную галерею, а березовую рощу у храма вырубили.

## Подворье
В начале 1990-х годов в Меркушино не было ни одного действующего храма, а от прежних оставались только руины. В 1997 году в Меркушино было основано подворье Ново-Тихвинского монастыря. Сам монастырь расположен в Екатеринбурге, был закрыт в советский период и возрожден в 1994 году. Монастырь приступил к возрождению храмов. Первым восстановили Свято-Симеоновский храм, который заново освятили 24 сентября 1999 года. Сестры написали для храма часть икон.
Восстановленный Михайло-Архангельский храм был освящен 11 августа 2004 года (центральный придел). Южный придел в честь святителя Николая Чудотворца был освящен 24 сентября 2007 года. Северный придел в честь святителя Димитрия Ростовского освятили 26 сентября 2008 года. При восстановлении обнаружили мощи священномученика Константина Меркушинского, которые были помещены в Михайло-Архангельский храм — 31 мая 2002 года. Сестры, несшие послушание в Церковно-историческом кабинете Ново-Тихвинского женского монастыря, собрали и подготовили документы, на основании которых Константин Меркушинский был канонизирован. Во имя Константина Меркушинского был построен и освящен 26 сентября 2006 года храм во имя священномученика Константина Меркушинского.
В настоящее время вся жизнь Меркушино связана с подворьем и приемом паломников. Население Меркушино невелико — 107 человек (на 2010 год). На подворье попеременно живут насельницы Ново-Тихвинского монастыря, приезжающие из Екатеринбурга. Они ведут запись всех чудесных случаев исцеления. Кроме того, принимают паломников, которые приезжают поклониться святыням на подворье

## Храмы

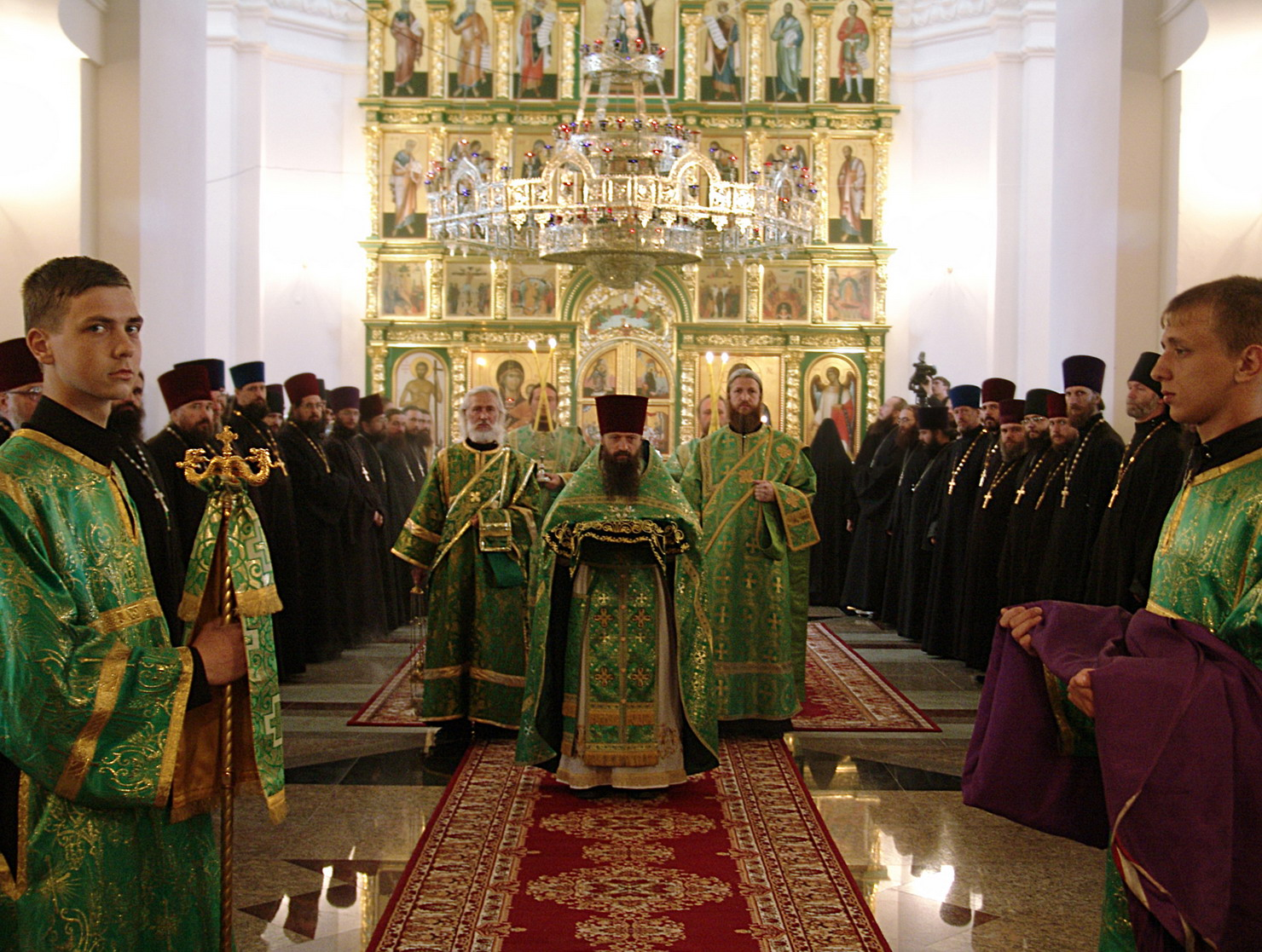
Богослужение в храме праведного Симеона Верхотурского

В составе подворья три действующих храма:
- Свято-Симеоновский;
- Во имя священномученика Константина Меркушинского. Это храм-баптистерий, предназначенный для принятия Крещения. В нём установлена каменная двухметровая купель для крещения взрослых по примеру храмов-баптистериев, существовавших при Константине Великом. При этом крещение в храме совершают бесплатно;
- Михаило-Архангельский.

## Святыни
Главные святыни Свято-Симеоновского подворья — гробница святого праведного Симеона Верхотурского с цельбоносным источником и мощи священномученика Константина Меркушинского.

## Контакты
Адрес: 624378 Свердловская область, Верхотурский район, село Меркушино
Тел.: (34389) 2-31-00, 2-31-01, 8-90287-46002